# Emil Lucka

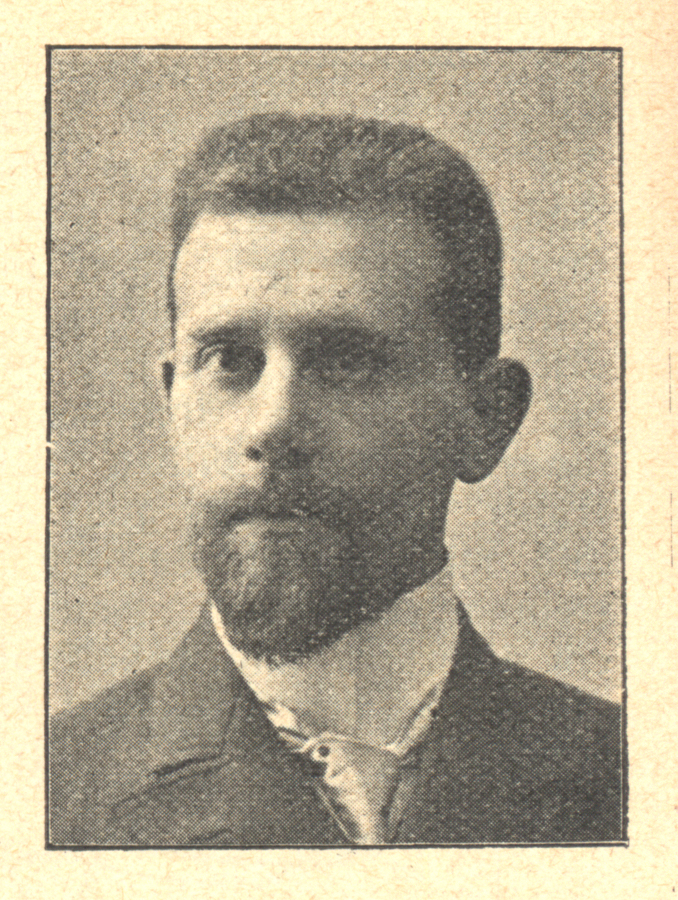
Emil Lucka

Emil Lucka (* 11. Mai 1877 in Wien; † 15. Dezember 1941 ebenda) war ein österreichischer Schriftsteller.

## Leben
Lucka war der Sohn des Kaufmanns Robert Lucka und dessen Ehefrau Adele Taussig. Der Arzt Samuel Lucka war sein Onkel, die Opernsängerin Pauline Lucka und die Schriftstellerin Mathilde Prager seine Cousinen.
Nach Erreichen der Matura begann Lucka in seiner Heimatstadt Geschichte, Kunstgeschichte und Philosophie zu studieren. Nach dem frühen Tod des Vaters brach Lucka sein Studium ab, um für seine Mutter und seine drei Schwestern zu sorgen. Er wurde Angestellter bei der Zentral-Bodenbank in Wien und veröffentlichte parallel dazu kulturkritische Essays in verschiedenen Zeitschriften.
Sobald sich sein Lebensunterhalt allein aus seiner literarischen Arbeit bestreiten ließ, gab Lucka seinen Beruf als Bankbeamter auf. Nach eigenen Aussagen wurde Lucka von der Philosophie Immanuel Kants, aber auch vom Werk seines Freundes Otto Weininger sehr beeinflusst. Lucka übernahm in nicht sehr abgeflachter Form sogar den Antisemitismus von Weininger, da er sich „… allem Nordischen und dem germanischen Wesen …“ nahe fühlte. In seinen späten Werken distanzierte er sich davon aber wieder.
1901 konvertierte Lucka vom jüdischen zum katholischen Glauben.
1927 heiratete er in Wien Amalie Wenig. 1930 veröffentlichte Lucka „Fremdlinge“, einen biographischen Roman über den Komponisten Anton Bruckner. Neben seiner Biographie Weiningers veröffentlichte Lucka auch vielbeachtete Biographien Dostojewskis und Michelangelos.
Mit seinen Theaterstücken hatte Lucka weniger Glück; er konnte sie veröffentlichen, doch sie setzten sich nicht durch und wurden kaum gespielt. Das Wiener Stadttheater versuchte sich an einigen; da sich aber kein Erfolg einstellte, wurden sie nicht ins Repertoire aufgenommen.
Nach dem Anschluss Österreichs an das Deutsche Reich durften Luckas Werke nicht mehr erscheinen und er selbst wurde mit Schreibverbot belegt. Ab 1938 bestritt er seinen Lebensunterhalt von einer kleinen Rente, welche ihm von der Zentral-Bodenbank ausgesetzt worden war. Im Alter von 63 Jahren starb Emil Lucka am 15. Dezember 1941 in Wien und wurde auf dem Wiener Zentralfriedhof (Gruppe 34A, Reihe 2, Nummer 7) beigesetzt.

## Fortleben
Luckas Roman "Tod und Leben" ist Gegenstand eines Gesprächs in Heimito von Doderers Roman Die Strudlhofstiege.

## Bibliographie
- Der Weltkreis. 1902.

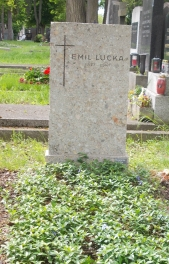
Grabstätte von Emil Lucka

- Gaia. Das Leben der Erde. Eine Dichtung. 1903.
- Sternennächte. Dichtungen. 1903.
- Otto Weininger. Sein Werk und seine Persönlichkeit. 1905.
- Tod und Leben. Ein Roman. 1907.
- Die Phantasie. Eine psychologische Untersuchung. 1908.
- Eine Jungfrau. 1909.
- Isolde Weißhand. Ein Roman aus alter Zeit. 1909.
- Das Unwiderrufliche. Vier Zwiegespräche. 1909.
- Adrian und Erika. 1910.
- Buch der Liebe. Gedichte. 1912.
- Winland. Novellen und Legenden. 1912.
- Die drei Stufen der Erotik. 1913.
- Das brennende Jahr. Vierundvierzig Kriegs-Anekdoten. 1915.
- Grenzen der Seele. 1916.
- Das Brausen der Berge. Roman. 1918.
- Heiligenrast. Ein Roman aus alter Zeit. 1918.
- Die Mutter. Ein Schauspiel in drei Aufzügen. 1918.
- Die Verzauberten. Ein Schauspiel in fünf Aufzügen. 1918.
- Grenzen der Seele. 1919.
- Der Weltkreis. Ein Novellenbuch. 1919.
- Ehegeschichten. 1920.
- Fredegund. Ein Roman aus alter Zeit. 1921.
- Dostojewski. 1924.
- Urgut der Menschheit. 1924.
- Die steinernen Masken. 1924.
- Am Sternbrunnen. 1925.
- Thule. 1925.
- Die Jungfernprobe oder Merkwürdige Begebenheit von der Jungfrau Barbara Süzel und dem Henker Giek in Meckmühl. 1926.
- Torquemada und die spanische Inquisition. 1926.
- Inbrunst und Düsternis. 1927.
- Die Blumen schweigen. 1929.
- Tag der Demut. 1929.
- Fremdlinge. 1930.
- Michelangelo. 1930.
- Der blutende Berg. 1931.
- Fredegundis. 1934.
- Die Verwandlung des Menschen. 1934.
- Die große Zeit der Niederlande. 1937.
- Der Impresario. 1937.
- Galgenvögel von Meckmühl. 1948.